# Bojowie

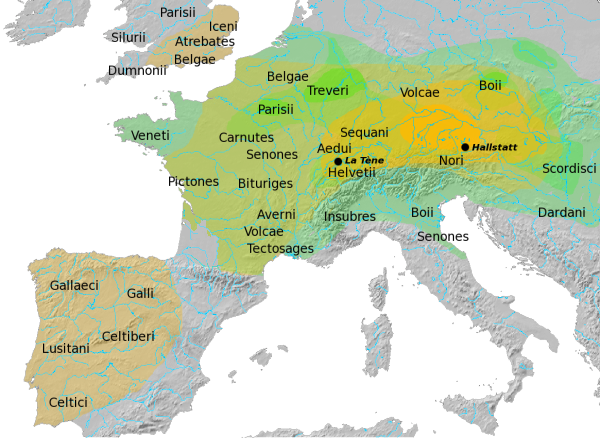
Rozprzestrzenienie plemion celtyckich Europie

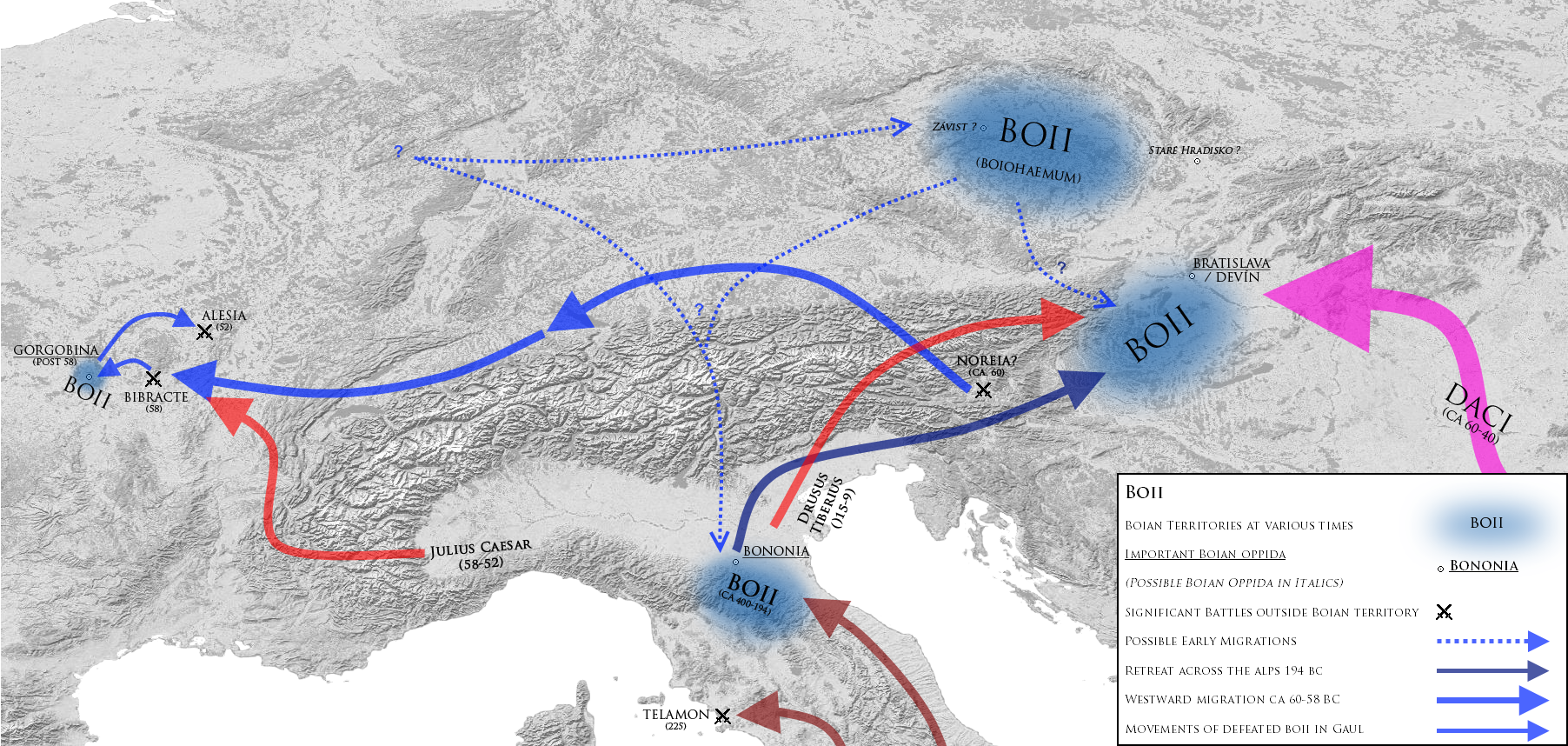
Możliwe drogi migracji Bojów

Bojowie – duże celtyckie plemię zasiedlające w okresie lateńskim terytorium dzisiejszych Czech, Bawarii, zachodniej Słowacji i Węgier, później północnej Italii i wschodniej Francji. Ich język nie jest znany.
Od nazwy Bojów wywodzi się łacińska nazwa Czech – Boiohaemum (łac. Ziemia Bojów), Bohemia.

## Bojowie w Czechach
Jedna z grup Bojów osiedliła się w IV w. p.n.e. w środkowych i północno-zachodnich Czechach. Ich kultura różniła się od kultury Celtów z południowych Czech. Dla Celtów typowe było budowanie kurhanów, podczas gdy Bojowie dokonywali pochówków szkieletowych. Najważniejsze osady Bojów (łac. oppida) dały początek późniejszym miastom. Były to przede wszystkim oppidum w Stradonicach (niedaleko Berouna), gdzie bito złote monety, oppidum Závist koło Zbraslavi (na południu Pragi), Staré Hradisko na Moravě (między Boskovicami a Prościejowem), a na Słowacji Bratysława. Swą potęgę zawdzięczali eksploatacji bogactw mineralnych. Ich najpotężniejsze oppidum zlokalizowane było w miejscowości Závist nad Wełtawą. W II i I w. p.n.e. ziemie czeskie stały się celem najazdów plemion germańskich, przez co część Bojów przeniosła się na obszar dzisiejszej południowo-zachodniej Słowacji i Austrii. Na początku naszej ery w Czechach więcej było Germanów niż Celtów. W końcu koło 10 p.n.e. Bojowie zostali podbici przez Markomanów pod wodzą Marboda. Na Słowacji przetrwali nieco dłużej.

## Bojowie na Śląsku
Pod koniec IV w. p.n.e. grupy Bojów napłynęły z obszaru Czech (łac. Boiohaemum), przez Przełęcz Kłodzką, po czym osiedliły się na Dolnym Śląsku, w okolicach dzisiejszego Wrocławia, Oławy i Strzelina.
Zespół trzech gór: Ślęży, Raduni i Wieżycy, z centrum na górze Ślęża, stanowił celtycki ośrodek kultu solarnego.
Inne osady Bojów zlokalizowano na południu Górnego Śląska koło Głubczyc (Nowa Cerekwia, Kietrz).

## Bojowie w Italii
W 390 p.n.e. Bojowie wraz z innymi plemionami celtyckimi napadli na północną Italię. Część plemienia w IV-III w. p.n.e. osiadła w Galii Przedalpejskiej, w jej centralnej części, na prawym brzegu Padu. Bojowie wypędzili część mieszkających tam wcześniej Etrusków i Umbrów, a resztę zasymilowali. Najważniejszym miastem Bojów była Felsina, dzisiejsza Bolonia. Ze związków z podbitą ludnością wytworzyła się nowa cywilizacja galijsko-etruska.
Galia Przedalpejska została w latach 225 p.n.e.-192 p.n.e. podbita przez Rzymian. Po bitwie pod Telamonem (225 p.n.e.) oraz bitwie pod Mutiną (Modeną), Bojowie popadli w zależność od Rzymu. W czasie II wojny punickiej, jak inni Galowie, pomogli Hannibalowi. Klęska Kartaginy oznaczała koniec niepodległości Bojów. Rzymianie zniszczyli wiele miejscowości w okolicy i zdobyli miasto  Bolonię (192 p.n.e.). Część Bojów opuściła wtedy Italię.

## Bojowie w Grecji i Azji Mniejszej
Z Galii Bojowie napadli na Grecję. W 279 p.n.e. jakaś grupa Bojów pod wodzą Brennusa wzięła udział w najeździe na Grecję, łupiąc Illirię, Epir, Macedonię, Tesalię. Część wzięła udział w wyprawie do Azji Mniejszej, gdzie w 275 p.n.e. została pobita przez wojska Antiocha I i osiadła w Galacji.

## Bojowie w Panonii
W II w. p.n.e. Bojowie, którzy uciekli z Italii przed Rzymianami, zasiedlili ziemie nad środkowym Dunajem – Panonię. Według innej wersji Bojowie przybyli tam wcześniej, bezpośrednio z ziem czeskich.  W roku 113 p.n.e. Bojowie odparli najazd germańskich Cymbrów i Teutonów. Później zaatakowali Noreę – miasto w dzisiejszej Austrii. Około 60 p.n.e. Bojowie panońscy zostali pobici przez Daków. Ich władca Burebista zdobył i zniszczył obecną Bratysławę. Część niedobitków uszła do dzisiejszej Szwajcarii, gdzie połączyła się z plemionami Helwetów i Haedów. Razem wyruszyli do Galii, chcąc osiedlić się w dorzeczu Garonny. Drogę zastąpił im Gajusz Juliusz Cezar na czele sześciu rzymskich legionów. Zaatakował ich podczas przeprawy przez rzekę Arar, a później pobił w bitwie pod Bibracte. Po zwycięstwie osiedlił ich na ziemiach Eduów, na prośbę tego sprzymierzonego z Rzymem plemienia. Około 10 p.n.e. Bojowie mieszkający nadal w okolicach Bratysławy i w Panonii zostali podbici przez Markomanów pod wodzą Marboda.